# Stanisław Wróbel (1920–2022)
Stanisław Wróbel (ur. 20 marca 1920, zm. 4 sierpnia 2022 w Opocznie) – polski rolnik, Sprawiedliwy wśród Narodów Świata.

## Życiorys
W czasie okupacji niemieckiej mieszkał razem z rodzicami Stanisławem Wróblem i Karoliną z domu Sałaj we wsi Wola Załężna pod Opocznem. Z zamieszkałą razem z rodziną Wróblów siostrą matki, Rozalią Dulnikiewicz, pomagał rodzicom w prowadzeniu dwuhektarowego gospodarstwa rolnego. Dodatkowo zatrudniał się w pracach rolnych u innych gospodarzy. Po zlikwidowaniu przez Niemców opoczyńskiego getta 22 listopada 1942 r. jego rodzice przyjęli pod swój dach znajomych żydowskich uciekinierów z getta: Jakuba i Sarę Frankielów z sześcioletnim synem Herszlem oraz siostrę Sary, Belę Rozenberg. Głowa rodziny, Jakub Frankiel w zamian za przechowanie swojej rodziny obiecał przyuczyć go do zawodu farbiarza. Początkowo przydzielili im kryjówkę na strychu domu, jednak ze względu na niebezpieczeństwo zdemaskowania czwórkę przeniesiono do dołu, który Wróbel wykopał pod podłogą domu. Po miesiącu wykopał dla nich nową kryjówkę pod podłogą obory. Ostatecznym miejscem ukrywania Żydów był wykopany przez Wróbla przy stodole podziemny schron, gdzie przebywali oni pod opieką rodziny Wróblów do wyzwolenia regionu spod okupacji niemieckiej przez Armię Czerwoną 17 stycznia 1945 r.
16 maja 1989 r. został uznany przez Jad Waszem za Sprawiedliwego wśród Narodów Świata. Wspólnie z nim uhonorowano jego rodziców Karolinę i Stanisława Wróbla. 11 września 1994 r. uhonorowano też jego ciotkę, Rozalię Dulnikiewicz.